# Eruvadi
Eruvadi là một thị xã panchayat của quận Tirunelveli thuộc bang Tamil Nadu, Ấn Độ.

## Nhân khẩu
Theo điều tra dân số năm 2001 của Ấn Độ, Eruvadi có dân số 14.715 người. Phái nam chiếm 46% tổng số dân và phái nữ chiếm 54%. Eruvadi có tỷ lệ 79% biết đọc biết viết, cao hơn tỷ lệ trung bình toàn quốc là 59,5%: tỷ lệ cho phái nam là 82%, và tỷ lệ cho phái nữ là 76%. Tại Eruvadi, 11% dân số nhỏ hơn 6 tuổi.